# إسماعيل الصدر
إسماعيل الصدر (1258هـ ـ 1338هـ) من العلماء الشيعة ينتهي نسبه إلى الإمام موسى الكاظم، ولد بمدينة إصفهان الإيرانية وتوفي في الكاظمية، وهو جدّ محمد باقر الصدر، كما أشاد العلماء عليه ما يكشف عن مكانته.

## اسمه ونسبه
إسماعيل بن صدر الدين محمّد بن صالح الموسوي العاملي، وينتهي نسبه إلى إبراهيم الأصغر ابن الإمام موسى الكاظم.

## ولادته
ولد عام 1258هـ بمدينة إصفهان في إيران.

## دراسته
سافر إلى النجف عام 1280هـ لإكمال دراسته الحوزوية، ثمّ سافر إلى مدينة سامراء عام 1309هـ استجابة لطلب اُستاذه الشيرازي، وبعد وفاة الشيرازي تولّى المرجعية في سامرّاء مدّة سنتين، ثمّ توجّه إلى كربلاء عام 1314 هـ، وفي عام 1334هـ سافر إلى الكاظمية واستقرّ بها إلى آخر حياته.

## من أساتذته
- محمد حسن الشيرازي المعروف بالشيرازي الكبير.
- أخوه محمّد علي المعروف بآقا مجتهد.
- الشيخ محمد باقر الإصفهاني.
- الشيخ مهدي كاشف الغطاء.
- الشيخ راضي النجفي.

## من تلامذته
- الشيخ محمد حسين الغروي النائيني.
- عبد الحسين شرف الدين الموسوي العاملي.
- علي ابن محمد حسن الشيرازي.
- الشيخ محمد رضا آل ياسين.
- ابنُه حيدر الصدر.
- الشيخ محمد حسين الطبسي.
- محمد رضا الكاشاني.
- أبو القاسم الدهكوري الإصفهاني.
- الشيخ عبد الحسين آل ياسين.
- الشيخ عبد الأمير قبلان
- الشيخ محمد هادي البيرجندي.
- الشيخ محمد علي الهروي.
- حسين الفشاركي.

## أولاده
له أربعة أولاد كلهم من العلماء الفقهاء:
1. أكبرهم محمد مهدي المتولد سنة 1296 هـ: جد محمد محمد صادق الصدر ووالد جد مقتدى الصدر
2. صدر الدين محمد علي[2] المولود في الكاظمين سنة 1298 هـ (أو سنة 1299 هـ)، توفي عام 1373 هجرية، له رسالة في الحقوق ورسالة في أصول الدين وكتاب التاريخ التاريخ الإسلامي وهو والد موسى الصدر ورضا الصدر
3. محمد الجواد المتولد سنة 1301 هـ
4. حيدر المرتضى المتولد سنة 1309 هـ والمتوفى سنة 1357 هـ، وهو والد محمد باقر الصدر وجد حسين إسماعيل حيدر الصدر المعاصر الحالي.

## من صفاته وأخلاقه
كان آية في العفّة وعلوّ الهمّة، والاعتماد على النفس، والتوكّل على الله، وحسن الأخلاق، والزهد في الزعامة والرئاسة، كان مروّجاً للدين، مربّياً للعلماء، مساعداً للمشتغلين بالعلم، عوناً للفقراء والمساكين، يُوصل الأموال إلى مستحقّيها.

## من أقوال علماء الشيعة فيه
1. قال محسن الامين في كتابه أعيان الشيعة:[3] «وكان على جانب عظيم من التقوى وحسن الأخلاق متواضعا لا يحب الشهرة يمشي وحده ليلا ونهارا ولا يحب ان يمشي معه أحد وكان كثير الاحتياط في فتاواه وله كتابات غير مدونة. عاصرناه وعاشرناه ويحكى عن بعض مشاهير عصره كلام في علمه».
2. قال حسن الصدر في تكملة أمل الآمل:[4] «عالم فقيه أُصولي محقّق فكور نابغ».
3. قال كاظم الحسيني الحائري في مباحث الأُصول: «سيّد جليل، وعالم كامل، وخبير ماهر، فقيه أُصولي، محقّق عبقري، واحد زمانه في الزهد، ونادرة دهره في التقوى».

## وفاته
تُوفّي في الثاني عشر من جمادى الأُولى 1338هـ بمدينة الكاظمية، ودُفن بجوار مرقد الإمامين الجوادين في الكاظمية.

## وصلات خارجية
1. مركز آل البيت للمعلومات